# Sainte-Opportune

Sainte-Opportune este o comună în departamentul Orne, Franța. În 1 ianuarie 2022 avea o populație de 243 de locuitori.